# Grand Hotel Europe (Luzern)
Koordinaten: 47° 3′ 20,7″ N, 8° 19′ 29,6″ O; CH1903: 667335 / 212016

Hotel Europe (rechts) neben Hotel Carlton Tivoli im Jahre 1948

Das Grand Hotel Europe (Hotel Europa) steht an der Brunnhalde 1 in der Schweizer Stadt Luzern. Es ist nach dem Hotel Palace das letzte der Hotelreihe an der Haldenstrasse.

## Gebäude
Das Hotel Europa ist im Stil der Neorenaissance erbaut. Es besteht aus drei Gebäuden und ist mit Vier Sternen klassifiziert. Auf der Liste der Kulturgüter in Luzern ist es als regional bedeutend aufgeführt.

## Geschichte
Von 1873 bis 1874 wurde das Hauptgebäude (Seite Haldenstrasse) erbaut. An der Planung waren unter anderem der Luzerner Architekt Gustav Mossdorf, Heinrich Viktor von Segesser und Carl Balthasar beteiligt. Die Eröffnung erfolgte im Mai 1875. 1888 erfolgte der Bau des West-, Nord- und Ostflügel (Seite Brunnhalde) mit grossem und kleinem Speisesaal. 
Von 1904 bis 1905 erfolgte auf der Westseite der Bau des Rauch- und Billardsaals (später als Wandelhalle und Speisesaal genutzt). Ein Teil des Hotels fiel in der Nacht vom 4. Juni auf den 5. Juni 1920 einem Grossbrand zum Opfer. Seit 1934 ist das Hotel eigenständig als Aktiengesellschaft organisiert. Grössere Um- und Neubauten fanden in den Nachkriegsjahren sowie 1980 und 2005 (inklusive modernes Seminarzentrum) statt.

## Nutzung
Das Gebäude hat 177 Zimmer (davon 3 Suiten) und ein öffentliches Restaurant (Bellevue). Ausserdem beherbergt das Hotel drei Säle, die Europe-Bar und eine Gartenterrasse.